# Sit de coroneta castanya
El sit de coroneta castanya (Rhynchospiza strigiceps) és un ocell de la família dels passerèl·lids (Passerellidae).

## Descripció
El sit de coroneta castanya és la més petita de les dues anteriors subespècies que es dividia anteriorment. Les parts superiors són de color marró clar amb ratlles més fosques i quantitats variables d'òxid i gris. És de color gris pàl·lid per sota barrejant-se amb parts més clares als flancs. El cap és gris amb corona de canyella i línia postocular molt marcada, brida pàl·lida i bigotera negra. Comparativament, la cua és molt llarga.

## Distribució i hàbitat
El sit de coroneta castanya és un migrant parcial que es troba a la regió del Gran Chaco des del centre-sud del Paraguai fins al centre-nord de l'Argentina. Aquest bioma de baixa elevació (fins a 1.000 m es caracteritza per boscos secs subtropicals i tropicals i matolls.

## Comportament
Es mou en solitari o en parelles o, a l'hivern, en petits estols mixtes. Arbori i terrestre, principalment s'alimenta a terra o per la zona baixa de la vegetació.

## Vocalització
El cant del sit de coroneta castanya es compon de trinats complexos que contrasten amb la sèrie de xiulets del sit dels iungues (Rhynchospiza dabbenei).

## Taxonomia i sistemàtica
L'actual sit de coroneta castanya era originàriament una de les dues subespècies de l'aleshores Aimophila strigiceps. Una publicació del 2009 va restaurar el gènere Rhynchospiza i va traslladar A. stolzmanii i A. strigiceps a aquest gènere. Més tard, l'any 2019 una altra publicació va separar Rhynchospiza dabbenei de R. strigiceps. A partir de la publicació de 2019, el juny de 2020 el Comitè de Classificació Sud-americà (SACC) actualment afiliat a la Unió Internacional d'Ornitòlegs, va dividir R. dabbenei i adoptà el nom en anglès Yungas Sparrow i va rebatejar R. strigiceps sensu stricto anomenant-lo Chaco Sparrow. El Congrés Ornitològic Internacional (COI) va seguir el mateix el gener de 2021.